# Taseopteryx triangularis
Taseopteryx triangularis là một loài bướm đêm trong họ Noctuidae.